# Albert Löschhorn

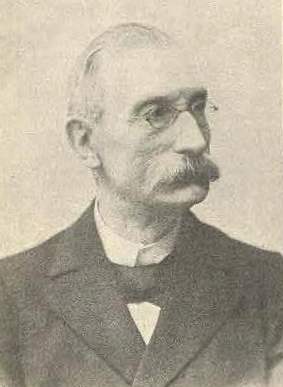
Albert Löschhorn

Carl Albert Löschhorn (* 27. Juni 1819 in Berlin; † 4. Juni 1905 ebenda) war ein deutscher Komponist, Pianist und Klavierpädagoge. Er lehrte in Berlin.

## Leben
Löschhorn nahm seit 1837 Klavierunterricht bei Ludwig Berger und studierte nach Bergers Tod (1839) am Königlichen Institut für Kirchenmusik Komposition bei August Wilhelm Bach und Eduard Grell sowie Klavier bei Bergers Schüler Rudolph Killitschgy. Nach Killitschgys Tod (1851) übernahm er dessen Posten als erster Klavierpädagoge am Institut. Im Jahr 1858 wurde er zum Professor ernannt. Er war Mitglied der Potsdamer Freimaurerloge Teutonia zur Weisheit.
Bis heute beliebt sind einige seiner Klavieretüden, u. a. op. 65/66/67, wovon die Etüde op. 66 Nr. 22 am bekanntesten ist.
Albert Löschhorn starb 1905 im Alter von 85 Jahren in Berlin und wurde auf dem Alten Zwölf-Apostel-Kirchhof in Schöneberg bei Berlin beigesetzt. Das Grab ist nicht erhalten.